# Via San Gallo
Via San Gallo a Firenze era il prolungamento dell'antico cardo romano verso nord. La strada corre, in continuazione con via de' Ginori, da via Guelfa fino alla piazza della Libertà. Lungo il tracciato si innestano: via XXVII Aprile e via degli Arazzieri, via delle Ruote, via di Camporeggi, via Bonifacio Lupi e via Salvestrina, via Duca d'Aosta e via Sant'Anna, via delle Mantellate.

## Storia
San Gallo era un monaco celtico del VI secolo, che trascorse la sua vita predicando e fondando numerosi monasteri in tutta Europa (per esempio in Svizzera, dove il Canton San Gallo prende proprio da lui il suo nome). Di grande fama in tutta Europa, il suo culto venne portato in Italia, tra cui anche a Firenze, dai seguaci di san Colombano, che fin dal 1218 gli avevano dedicato una chiesetta lungo il Mugnone, affiancata a un ospedaletto per i pellegrini di qualche anno prima, fondato da tali Guidalotto di Volto dell'Orco e sua moglie Bernardesca. San Gallo in Italia veniva anche venerato, a causa del nome, come protettore dei gallinacei. In questo ospedale avevano alloggiato, secondo la tradizione, i primi francescani, giunti in città nel 1209. La chiesetta di San Gallo diede il nome prima alla Porta San Gallo, costruita nel 1285, e poi anche la via.

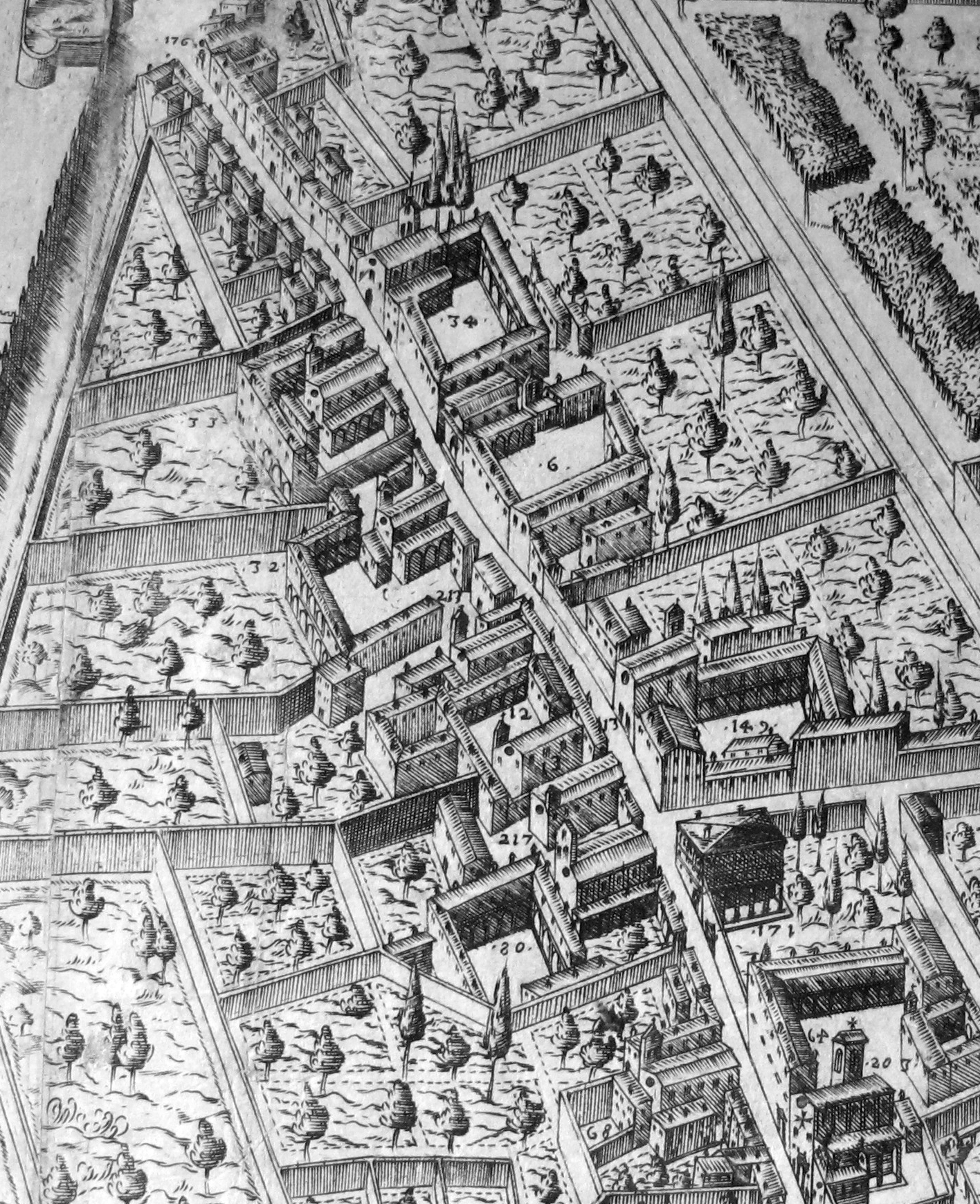
Via San Gallo nella pianta del Bonsignori

Nel Quattrocento San Gallo era officiata dai monaci agostiniani, tra i quali predicava fra Mariano da Genazzano, colto umanista e rivale di Girolamo Savonarola, perciò ben visto da Lorenzo de' Medici: il Magnifico, in questa che era la zona di residenza della propria famiglia, decise di sovvenzionare la ricostruzione del monastero, facendolo ampliare notevolmente e dandogli un elegante aspetto rinascimentale. Incaricò l'architetto Giuliano Giamberti, che vi realizzò un complesso così bello, all'avanguardia e funzionale, da essere da allora identificato con questo suo primo capolavoro, tanto che il cognome suo e poi dei suoi familiari divenne da allora "Da Sangallo". Il monastero però venne sacrificato qualche decennio dopo, in occasione dell'Assedio di Firenze: venne raso al suolo dai Fiorentini perché, trovandosi fuori le mura cittadine, poteva offrire una pericolosa base logistica ai nemici. Vasari ricordò come già ai suoi tempi non ne rimanesse alcuna traccia.
Via San Gallo, ben più antica del XIII secolo da quando ne è attestato il nome attuale, era la continuazione dunque del cardo romano lungo direttrice verso il passo della Futa e quindi Bologna e il Nord-Italia. Si era originata da fuori l'antica porta Aquilonia (in latino aquilonem significa il vento di tramontana, quindi il Nord), collocata in fondo all'attuale via Roma, e come di consueto nelle città romane doveva qui trovarsi una necropoli punteggiata di cippi e monumenti sepolcrali.
Già verso l'anno Mille in questa zona, che era attraversata dal transito settentrionale verso l'Emilia e la val Padana, erano sorti alcuni "borghi", cioè insediamenti lungo la via fuori dalle mura, che erano detti di San Lorenzo, di Cafaggio (zona di piazza San Marco) e di Camporeggi (zona dell'ospedale Bonifacio). Questi ultimi due nomi erano legati ai boschi in cui i re longobardi e la compagine imperiale di Matilde di Canossa cacciavano: il gahagi, o campus fagi, e il campus Regi. I borghi vennero gradualmente inglobati nelle mura, prima nella zona di San Lorenzo (arrivando quindi all'imbocco dell'attuale via dei Ginori), poi nel XIII secolo fino alla Porta San Gallo, quando la città murata arnolfiana raggiunse il suo massimo sviluppo.
Lungo il tracciato i terreni furono per lo più lottizzati da religiosi, con la conseguente costruzione di conventi, chiese, oratori, sedi di confraternite e di congregazioni, spedali e ospizi per pellegrini, tanto che valsero alla strada l'appellativo popolare di "via Sacra". Tali edifici religiosi nel tempo furono in buona parte soppressi e destinati ad altri usi (per lo più caserme e scuole) ma che ancora oggi segnano in modo inequivocabile la strada. Ancora oggi la via è ricca di fascino per i suoi monumenti fuori dalle rotte comuni del turismo di massa, ed è stata nota anche, fino ai primi anni Duemila, per le rivendite di libri nuovi o usati che le avevano valso anche il nome di "via dei librai".
Lungo la strada, il 10 agosto, si correva il palio di San Lorenzo, dedicato al santo protettore della zona, con feste che coinvolgevano i fornai (che per l'occasione producevano più pani e pasta, soprattutto del tipo della lasagna) e i fruttivendoli (con una cocomerata, che ancora oggi si svolge di sera, nella stessa data, in piazza San Lorenzo).

### I Canti
Il tracciato della via ha oggi origine all'incrocio con via dei Ginori e via Guelfa, detto il canto alle Macine: il nome si riferisce ai mulini che in antico avevano qui sede, sfruttando il corso del Mugnone che alimentava i fossati lungo le mura "di Cacciaguida". Una di queste pietre era ancora visibile nel Cinquecento, quando padre Laínez, il secondo generale dei Gesuiti, la usò come pulpito per predicare ai cittadini. In una di queste case presso i mulini, destinate al popolo minuto, Boccaccio colloca inoltre l'abitazione di Calandrino.
Di tutti gli altri incroci della strada, gli unici antichi sono: quello con via degli Arazzieri (Canto dei Preti, dall'oratorio dei Pretoni), che però formava una T non esistendo via XXVII Aprile; quello con via delle Ruote (Canto alla Pace, forse dalle monache di Santa Maria della Pace che avrebbero risieduto per un certo periodo all'oratorio di Santa Maria della Neve); e quello con via Salvestrina, pure a T (Croce di Via, forse da una deformazione di "San Michele de Cruce Vitae" con cui era originariamente titolato l'ospedale Bonifacio). Da qui fino alla porta la strada era un susseguirsi ininterrotto di chiese, monasteri, ospedali e abitazioni, che solo nel corso dell'Ottocento vennero intervallati dall'apertura di altre strade.

## Descrizione

### Edifici
| Immagine | N°       | Nome                                                                    | Descrizione |
| -------- | -------- | ----------------------------------------------------------------------- | --- |
|          | s.n      | San Basilio                                                             | La chiesa fu fondata nel 1332 da monaci basiliani, chiamati a Firenze Ermini per il loro uso della lingua armena. Alla fine del Quattrocento l'edificio diventò ospizio della Congregazione dei Preti poveri dello Spirito Santo e un tondo in terracotta robbiana con una bianca colomba sul fianco di via San Gallo ricorda quell'epoca. Subì, in seguito, diversi rifacimenti, finché nel 1939 passò alla Chiesa Avventista Episcopale. |
|          | 8        | Casa                                                                    | L'edificio si segnala per avere, al piano terra, una mostra di negozio in pietra con due mascheroni, riferibile ai primi decenni del Novecento. |
|          | 15       | Casa delle monache di Sant'Apollonia                                    | L'edificio mostra un prospetto organizzato su tre assi che attualmente si sviluppa per quattro piani, e che presenta caratteristiche riconducibili alla tipologia propria di un'antica casa corte mercantile. La segnalazione vale tuttavia per la presenza sul fronte di un pietrino che consente di ricondurre l'immobile a un'originaria proprietà del vicino monastero di Sant'Apollonia, al quale probabilmente apparteneva l'intera schiera che si sviluppa da questo punto fino al monastero, senza contare le altre case acquisite o pervenute per donazioni in varie parti della città antica. Più in particolare il pietrino, parzialmente abraso, mostra nel campo ovale una tenaglia. |
|          | 19       | Casa delle monache di Sant'Apollonia                                    | Come l'edificio precedente, il pietrino presente sulla casa è più chiaramente leggibile per la presenza di un dente stretto tra le ganasce, riferito al martirio della santa. Si tratta di un'antica casa a schiera, con il fronte di due assi attualmente sviluppato - a seguito di più tarde soprelevazioni - per quattro piani. |
|          | 23       | Casa delle monache di Sant'Apollonia                                    | La casa riporta assieme al pietrino il numero in lettere romane 37 (da leggere come numero d'ordine dell'immobile nel registro delle possessioni) ci dice e con estrema chiarezza l'importanza del patrimonio immobiliare un tempo legato al monastero. Si tratta di un'antica casa a schiera, con il fronte di due assi attualmente sviluppato - a seguito di più tarde soprelevazioni - per tre piani più un mezzanino. Le cornici delle finestre, il ricorso marcadavanzale e gli ulteriori elementi caratterizzanti il prospetto indicano una riconfigurazione attuata nel corso dell'Ottocento, quando l'edificio fu aggregato al palazzetto adiacente, segnato dal numero civico 21. |
|          | 10       | Palazzo Fenzi                                                           | Tra i più interessanti palazzi della zona nord di Firenze, fu edificato per la famiglia Castelli, a cui seguirono i Marucelli. Il portale decorato da satiri tardo-manieristi ha al centro un curioso emblema a tema ferroviario, fatto apporre da Emanuele Fenzi, divenuto proprietario dell'immobile nel 1829. Un tempo collegato alla Biblioteca Marucelliana, deve il suo aspetto soprattutto all'intervento di Gherardo Silvani e conserva all'interno alcuni pregevoli affreschi di Sebastiano Ricci. Oggi è di proprietà dell'Università di Firenze, in particolare della Facoltà di Lettere e Filosofia, che vi tiene alcune aule e dipartimenti. |
|          | 25       | Complesso di Sant'Apollonia                                             | Un tempo uno dei grandi monasteri femminili di Firenze, il complesso è oggi diviso fra l'Università di Firenze, il comando militare e il Museo del Cenacolo di Andrea del Castagno, al quale si accede da via XXVII Aprile. Venne fondato nel 1339 e fu ampliato nel Quattrocento quando vennero costruiti il chiostro e il refettorio affrescato. Oggi la chiesa è un auditorium. |
|          | 27-29    | Scuola di Sanità Militare                                               | Nell'ex-monastero di Sant'Apollonia ha sede, dal 1883, la Scuola di Sanità Militare. |
|          | 18-20    | Ex monastero di Santa Caterina da Siena                                 | Nella Caserma del comando militare tosco-emiliano, un grosso blocco neoclassico tra via degli Arazzieri, via San Gallo, via Cavour e piazza San Marco, si trovava un tempo il monastero di Santa Caterina da Siena, fondato nel 1506 Camilla Bartolini Davanzati. Già importante monastero domenicano femminile, fu radicalmente trasformato durante il periodo di Firenze capitale, quando fu sede del Ministero della Guerra. In quell'occasione, per ampliare via degli Arazzieri, fu abbattuto l'ingresso dell'antica chiesa, di cui non resta alcuna traccia sulla strada. |
|          | s.n.     | Oratorio di Gesù Pellegrino                                             | All'angolo con via degli Arazzieri, si tratta dell'oratorio dell'ex-ospizio che accoglieva i sacerdoti anziani o pellegrini, fin dal 1313. Fu rimodernato fra il 1585 e il 1588 per volere di Alessandro de' Medici da Giovanni Antonio Dosio. All'interno si conservano affreschi e pale con Storie cristologiche, eseguite da Giovanni Balducci (1590), inoltre si custodisce la sepoltura di Arlotto Mainardi, pievano di San Cresci a Macioli, famoso per le sue burle: egli non smentì il suo spirito faceto neanche sulla sua lastra tombale (morì nel 1484), dove volle che venisse scritto: "Questa sepoltura il Pievano Arlotto la fece fare per sé, e per chi ci vuole entrare". |
|          | 24       | Casa della congregazione di Gesù Pellegrino                             | Un pietrino sulla facciata dell'edificio accanto ala chiesa dei Pretoni (fatta di tre piani su quattro assi) ne ricorda l'antico possesso da parte della congregazione di Gesù Pellegrino. |
|          | 31       | Casa                                                                    | La palazzina (tre piani su sette assi) ha un modesto portale, su cui però si trova uno stemma alla torre accompagnata da tre stelle, forse riferibile alla famiglia Torrigiani. |
|          | 30       | Palazzo Socci                                                           | Si trova al numero 30. Si tratta di un palazzetto costruito in epoca lorenese, sul sito di alcune case preesistenti. Al piano nobile sono presenti alcune sale affrescate: una sala da musica con un'allegoria ottocentesca sul soffitto ed elementi architettonici in trompe l'oeil; una seconda sala ha il soffitto decorato con finti merletti e scene mitologiche; una sala accanto a una grande terrazza con curiosità botaniche e scene naturalistiche dei primi del Novecento. Nel giardino del palazzo si trova una targa che ricorda il sito del Giardino di San Marco. Oggi è occupato da un albergo, ma è visitabile su richiesta. |
|          | 30       | Giardino di San Marco                                                   | Un grande parco appartenuto alla famiglia Medici era a ridosso del convento di San Marco, in pieno "quartiere mediceo". Qui Lorenzo il Magnifico aveva collocato la sua collezione di sculture classiche da far copiare ai giovani artisti, fra i quali Michelangelo. Questo luogo, da molti indicato come primo esempio di Accademia in Europa, è ricordato da una targa posta nel giardino di palazzo Socci al numero 30. |
|          | 33-35    | Palazzo Le Monnier                                                      | Il palazzo risulta costruito nel 1775 sul luogo dove si trovava, dal 1506, un edificio di una compagnia della Purificazione, dal 1686 ostello per i pellegrini noto con il nome di ospizio del Melani, dal nome del musicista fiorentino Domenico Melani che ne aveva finanziato l'erezione come "ringraziamento" a Dio per il dono della sua prodigiosa voce. L'ospizio fu soppresso nel 1773. Nel 1861 venne acquistato da Felice Le Monnier, tipografo editore francese, che ne fece la sede della sua casa editrice eleggendo Firenze a sua seconda patria. La storica Liberia Le Monnier è stata aperta dal 1926 al 2007. |
|          | 61r      | Casa dello Spedale del Melani                                           | Vi si trova lo stemma della Compagnia della Purificazione di Maria e di San Zanobi, che fu adottato anche dallo Spedale del Melani. |
|          | 32       | Casa della compagnia di Gesù Pellegrino                                 | La casa presenta un prospetto di quattro piani per cinque assi complessivi, frutto dell'unificazione e riconfigurazione di due più antichi edifici. Al terreno, in corrispondenza della porta d'accesso agli ambienti interni, è un pietrino di forma ovale che, per quanto abraso, è facilmente riconoscibile come contrassegno delle proprietà immobiliari della compagnia di Gesù Pellegrino, che aveva sede poco distante, all'altezza di via degli Arazzieri. Il pietrino reca infatti scolpita a bassorilievo la figura di Gesù in abito da pellegrino, che cammina appoggiandosi a un bordone. Il largo bordo che funge da cornice (come d'altra parte documentano altri esemplari conservati) presenta un'iscrizione in buona parte abrasa. Superiormente è il numero arabo 7 (rifacimento moderno forse operato sulle tracce dell'antica incisione) a documentare la posizione dell'immobile nel registro delle possessioni. Attualmente nell'edificio ha sede la direzione Difesa del Suolo e Protezione Civile.                                                   |
|          | 34       | Loggia dei Tessitori                                                    | Si tratta di un armonico loggiato che si incontra al numero 36. Venne eretta nella prima metà del Cinquecento, ma non se ne conosce l'architetto: forse il Simone del Pollaiolo detto Il Cronaca o forse Giuliano da Sangallo. Vi ebbe sede la Compagnia della Santa Croce dei Tessitori di seta, della quale sopravvivono alcuni stemmi (d'azzurro, alla croce patente d'oro accompagnata da quattro stelle a otto punte dello stesso, disposte nei cantoni). Oggi ospita alcuni uffici della Regione Toscana. |
|          | 40 rosso | Ex oratorio di Santa Maria della Neve                                   | Una finestra centrale con stemma Medici segna la facciata dell'ex-oratorio di Santa Maria della Neve, prima sede della confraternita dei ciabattini, dedicata ai santi Crespino e Crespiniano. |
|          | 50-52    | Casino Mediceo di San Marco                                             | Poco prima si apre l'entrata posteriore dell'ex-Corte d'Appello, già Casino mediceo edificato da Bernardo Buontalenti con ingresso anche su via Cavour. |
|          | 49       | Casa della congregazione dello Spirito Santo                            | Si tratta di una casa modesta, priva per quanto riguarda il prospetto di elementi architettonici di rilievo, segnata però su uno degli accessi terreni da un pietrino con l'immagine della colomba dello Spirito Santo. Tale contrassegno attesta un'antica proprietà dell'immobile da parte della compagnia di San Basilio (congrega dello Spirito Santo) che si trovava in angolo tra via San Gallo e via Guelfa, istituita nel 1491 e soppressa nel 1784. |
|          | 53-55-57 | Casamento                                                               | Si tratta di un casamento probabilmente sorto per accorpamento di più antiche case a schiera, con il fronte riconfigurato nel Settecento e attualmente organizzato su quattro piani per nove assi. Nel repertorio di Andrea Cecconi che dice questa casa (numero civico 57) fu abitata negli anni dell'infanzia, tra gli ultimi dell'Ottocento e i primi del Novecento, dal poeta, commediografo e regista Corrado Pavolini. |
|          | 59       | Casa del Canto alla Pace                                                | Sopra un piccolo portale resta una memoria incisa con la scritta "Pace", indicazione antica del "Canto alla Pace" che individua l'incrocio tra via San Gallo e via delle Ruote. Non è chiara l'origine di questo nome: tra le ipotesi c'è quella che sia legata alle monache carmelitane di Santa Maria della Pace, che per un certo periodo avrebbero soggiornato nel convento del vicino oratorio di Santa Maria della Neve. |
|          | 61       | Ex-spedaletto di Sant'Eligio dei Maniscalchi                            | La casa mostra un pietrino con un santo vescovo e un piccolo bassorilievo con il miracolo del piede del cavallo riattaccato, che fa campire come si tratti di una rappresentazione di sant'Eligio di Noyon, protettore degli orefici, dei maniscalchi e dei fabbri. Qui ebbe infatti sede il piccolo ospedale retto dalla Compagnia di Sant'Eligio dei Maniscalchi, destinato ai confratelli ammalati o troppo anziani per lavorare, fondato nel 1370 e soppresso nel 1751. |
|          | 71-73    | Casa Landini                                                            | Si tratta di un edificio con un prospetto privo di elementi architettonici di rilievo (sviluppato per quattro assi su quattro piani), tuttavia da segnalare per la presenza al centro del fronte di uno scudo recante l'arme della famiglia Landini (d'azzurro, a tre pesci d'oro, curvati e ordinati in cerchi). |
|          | 58       | Casamento                                                               | Una semplice facciata priva di elementi architettonici di rilievo, nasconde un cortile confinante con la chiesa di San Giovannino, che fu probabilmente parte dell'antico spedale di San Giovanni Decollato dei Norcini, inglobato dopo il 1552 nell'antico monastero delle cavalleresse. Sul lato ovest si trovano due arcate antiche e un giardinetto con un cipresso secolare. Oggi l'edificio appartiene dall'Azienda regionale per il Diritto allo Studio, che vi tiene uno studentato. |
|          | s.n.     | San Giovannino dei Cavalieri                                            | Riconoscibile per il grande stemma con la croce dei Cavalieri di Malta sulla facciata, la chiesa deve il suo nome alle monache-cavalleresse, che vi risiedettero dal 1552 al 1808, in un preesistente monastero dei Celestini. L'interno a tre navate è preceduto da un vestibolo con armadi d'epoca, dove i cavalieri, che condividevano il momento di preghiera con le loro consorelle, conservano arredi e documenti. |
|          | 68-70-72 | Edificio del Liceo artistico Leon Battista Alberti                      | Il grande edificio non presenta elementi architettonici significativi per quanto concerne il prospetto che, semplicemente intonacato, si estende per nove assi su tre alti piani. Significativa tuttavia la storia dell'edificio, strettamente legata a quella della vicina chiesa di San Giovannino dei Cavalieri. Soppressa la chiesa nel 1808, il convento venne ceduto in parte nel 1818 alla Pia Casa dei Catecumeni, mentre la restante ampia parte fu destinata fino dal 1870 a Scuola Statale. Tra i lavori finalizzati ad adeguare la struttura alla nuova destinazione sono documentati quelli del 1906 e ancora del 1925. Attualmente vi ha sede il Liceo artistico Leon Battista Alberti con accesso dal n. 68 (che ingloba il chiostro dell'antico convento), mentre ai numeri 70-72 è l'ingresso ad abitazioni private. |
|          | 74       | Palazzo Pandolfini                                                      | Disegnato da Raffaello, fu realizzato dai suoi assistenti a partire dal 1514 per conto del vescovo di Troia in Puglia Giannozzo Pandolfini. Il vescovo era molto legato a papa Leone X dal quale ricevette numerosi favori e, dopo la sua morte del vescovo, suo nipote Ferdinando fece iscrivere sul cornicione i nomi dei due papi di casa Medici, Leone appunto e Clemente VII. La facciata interna del giardino è decorata da una loggia che rappresentava l'ingresso originario del palazzo. Il parco recintato accanto all'edificio presenta statue e fontane secondo la moda più antica, mentre una parte con alberi ad alto fusto segue maggiormente i dettami del giardino all'inglese secondo una ristrutturazione ottocentesca. Il palazzo è ancora di proprietà degli eredi. |
|          | 75-77    | Ex ospedale della Santissima Trinità degli Incurabili                   | Qui venivano curati i malati di sifilide, entro una struttura fondata nel 1520. Soppresso e incamerato dall'ospedale Bonifacio, l'edificio venne ridotto a civili abitazioni, riconoscibili solo dallo stemma dell'ospedale presente sulle grate nelle roste dei portali. |
|          | s.n.     | Monastero di San Luca                                                   | Uno dei numerosi conventi della strada, fu retto dalle monache agostininiane. Dopo essere stato soppresso nel 1737 da Gian Gastone de' Medici e annesso al nascente Conservatorio dell'ospedale Bonifacio, fu demolito per creare via Duca d'Aosta. |
|          | s.n.     | Ospedale dei Broccardi                                                  | Tra le tante istituzioni ospedaliere della strada questa era una delle più antiche, fondata nel 1329 da ser Michele di Croce Broccardi. Dopo aver ospitato un ospizio per orfanelli e un conservatorio per fanciulle, fu inglobato nell'adiacente ospedale Bonifacio nel 1784. |
|          | 81-83    | Ospedale Bonifacio                                                      | Intitolato a san Giovanni Battista, lo spedale fu fondato nel 1377 da Bonifacio Lupi, podestà e capitano del popolo nel 1369. Nel Cinquecento vi venne aggiunto l'Ospedale degli Incurabili contagiati dalla sifilide, la malattia detta mal francese perché portata in Italia dall'esercito francese di Carlo VIII. Nell'ex-refettorio degli uomini, che si affaccia su via San Gallo, Fabrizio Boschi affrescò nel 1619 per il priore Leonardo Conti l'Ultima Cena, con il ritratto del committente e del suo nipote. Il granduca Pietro Leopoldo lo destinò ai malati di mente (cui dedicò le sue cure il grande medico Vincenzo Chiarugi), facendolo ristrutturare nel 1787 dall'architetto Giuseppe Salvetti che vi aggiunse il portico. Oggi è ora occupato dalla Questura. Sotto il portico centrale una targa ricorda la destinazione a Provveditorato agli Studi durante l'epoca fascista, mentre un'altra ricorda l'opera di Vincenzo Chiarugi che qui compì le sue ricerche sulle malattie mentali.                                                               |
|          | s.n.     | Monastero di Santa Lucia a Camporeggi                                   | Il convento di Santa Lucia era stato fondato nel 1293 da suore agostiniane, che lo occuparono fino al 1436. Camporeggi si riferiva all'antico toponimo del Campus Regi, una zona di caccia della corte imperiale che oggi è ricordato dal nome di una strada vicina. Nel monastero successivamente vi risiedettero brevemente le carmelitane e, dalla seconda meta del XV secolo, le suore domenicane, che alla fine del secolo lo ingrandirono e ristrutturarono. Il convento fu soppresso dal governo francese nel 1808. In seguito vi furono ricavate grandi case d'abitazione, che non lasciarono traccia dell'antico edificio religioso. |
|          | 86       | Casa                                                                    | L'edificio nasce - al pari degli altri adiacenti - come ristrutturazione di un precedente ed antico insieme costituito da più fabbriche di pertinenza di vari conventi femminili qui presenti almeno dal XII secolo, e principalmente da quello di Sant'Agata, soppresso nel 1785 e quindi nel 1808. La destinazione a ospedale militare che ancora oggi caratterizza l'insieme così determinatosi risale al 1860. Vi si trova un grande tabernacolo settecentesco con edicola in pietra, contenente una pittura murale riferita al pittore Mauro Soderini e raffigurante la Madonna Assunta con sant'Agostino, san Carlo Borromeo e sant'Antonino: una lapide in marmo ricorda come l'insieme fosse stato restaurato da alcuni generosi benefattori nel 1850, poco prima che il convento fosse definitivamente soppresso. Più recentemente (2009) il tabernacolo è stato nuovamente restaurato per interessamento della Compagnia de' Semplici. |
|          | s.n.     | Monastero del Ceppo                                                     | Nel 1538 Giovan Battista Ricasoli, vescovo di Cortona e di Pistoia, venne in possesso per via ereditaria di un piccolo monastero abbandonato, risalente al 1374 e composto da alcune case e da una chiesetta dedicata a san Dionisio. Il suo desiderio di farne un palazzo fu presto sospeso poiché ottenne il palazzo Ricasoli presso il ponte alla Carraia. Nel 1555 cedette dunque la proprietà al monastero della Certosa, il quale si trovò pochi anni dopo a dover trovare un modo di aiutare le monache olivetane del Ceppo, col loro monastero-ospedale presso l'attuale via Tripoli alluvionato nel 1557. Fu allora predisposto uno scambio. Nel secolo seguente l'edificio fu sopraelevato e ingrandito. Nel 1734 fu soppresso. La realizzazione di via delle Mantellate, verso il 1792, distrusse gran parte del monastero, salvandosi solo un lato del portico del chiostro e alcune stanze attigue (tra cui il citato refettorio), che oggi ospitano una struttura ricettiva.                                                                                   |
|          | 108      | Antica insegna                                                          | Al 108 (in particolare al 118 rosso che fa parte di quella casa) si trova un'antica insegna marmorea della "Macelleria Antonio Fici", riferibile ai primi decenni del Novecento. |
|          | s.n.     | Sant'Agata                                                              | Nella zona più stretta e più antica della via, si incontra a sinistra la chiesa di Sant'Agata. Sede di vari ordini religiosi femminile dal 1211, nel 1852 fu adibito ad ospedale militare. All'interno della chiesa, rimodernata dal 1569, e ora usata come cappella dell'Ospedale militare, l'altare maggiore è ornato dalle Nozze di Cana di Alessandro Allori, al quale si deve anche l'elegante facciata cinquecentesca con decorazioni in pietra serena, eseguita su committenza di Lorenzo Pucci (1592), la cui arme (testa di moro in campo d'argento) è anch'essa sulla facciata. |
|          | s.n.     | Conservatorio delle Mantellate (Santa Maria Regina Coeli o il Chiarito) | Il Conservatorio delle Mantellate era l'antico Convento di Chiarito, dal nome del beato Chiarito Del Voglia che lo fondò nel XIV secolo, dedicandolo alla Regina del Cielo. Questo convento era celebre per un Crocifisso miracoloso, al quale Lorenzo il Magnifico attribuiva la grazia di essere sfuggito ai pugnali della congiura dei Pazzi, nella Pasqua del 1470. Maria Maddalena d'Austria, moglie di Cosimo II, attribuiva a questo Crocifisso la propria fecondità. Vi si trova oggi una scuola, una chiesa e un piccolo museo. |
|          | s.n.     | Monastero di San Clemente                                               | Il Monastero di San Clemente, era nato con dedica a San Gherardo, e vi ebbe sede, fino al 1506, la Compagnia della Pietà dei Tavolaccini, detta anche dei Fanti del Rotellino. L'ospedale era dotato di piccola chiesa con stucchi del XVI secolo, era stato fatto restaurare e dotare nel 1589 da Porzia de' Medici. Oggi fa parte dell'Ospedale Militare. |
|          | 117      | Casa delle monache di Chiarito                                          | L'edificio è parte di una serie di case basse e di disegno oltremodo semplice, un tempo di pertinenza del vicino monastero di Santa Maria Regina Coeli detto il Chiarito, poi ridotte a civile abitazione. A testimonianza dell'antica storia rimane, sul fronte, un pietrino con un calice, l'ostia, l'uva e le spighe, propri dell'insegna del monastero. |
|          | s.n.     | Ospedale di Santa Caterina dei Talani                                   | Antico ospedale a ridosso di Porta San Gallo, fu finanziato da tale famiglia, che venne sempre ricordata nel nome. Usato provvisoriamente per gli ammalati del mal francese prima che fosse fondato l'ospedale degli Incurabili, era destinato agli uomini e fu demolito con l'antistante ospedale di San Rocco nel 1857, in occasione della visita di Pio IX. |
|          | s.n.     | Ospedale di San Rocco                                                   | All'estremità nord della città, fu ricovero per gli appestati, e poi delle malate di sifilide, riservato dunque alle donne, finché non venne creato l'ospedale degli Incurabili. Come l'antistante ospedale dei Talani, fu demolito nel 1857. Ne resta una memoria iconografica nella mappa del Buonsignori (1584). |
|          | 123      | Palazzo                                                                 | Si faccia qui il lato secondario di uno dei sei palazzi porticati realizzati tra il 1865 e il 1875 da Giuseppe Poggi in piazza della Libertà. Si presenta sviluppato solo su tre assi e privo del balcone centrale. Anche l'ingresso dalla piazza è limitato a un piccolo portoncino decentrato a destra (numero civico 2), mentre il portone di accesso agli appartamenti si apre su via San Gallo, dove il fabbricato presenta sei assi. Nonostante tale rapporto, si percepisce come facciata principale quella sulla piazza, per la presenza del loggiato che la nobilita e la lega all'intero sistema. Da ambedue i lati sono due targhe metalliche che riconducono la proprietà alla Fondiaria SAI (nata nel 2002 dalla fusione tra La Fondiaria Assicurazioni e la Società Assicuratrice Industriale di Torino). |
|          | 128      | Palazzo                                                                 | Come il palazzo sull'altro lato, si tratta di uno dei sei edifici poggiani porticati su piazza della Libertà, ratterizza il lato della città storica e, rispetto agli altri cinque blocchi, presenta la variante di un corpo centrale limitato a un piano e chiuso da una terrazza con balaustrata, secondo una soluzione già adottata da Giuseppe Poggi nella sistemazione di piazza Cesare Beccaria. Tale accorgimento consente di dare uguale importanza sia all'antica arteria di via San Gallo, sia alla nuova di via Camillo Cavour, per quanto decentrata rispetto all'asse originario. Per il resto la facciata si definisce tramite la ripetizione di un modulo base definito da tre assi su tre piani, con al terreno ampie arcate a dare forma ai "monumentali portici dorici" prima richiamati. Dal lato di via San Gallo, dove il fabbricato si sviluppa per sei assi, è una mostra d'orologio con la scritta E. Marilli e la data 1895. Al di sotto dei portici si trova sia una lapide che riconduce la proprietà dell'immobile a La Fondiaria Assicurazioni. |
|          | s.n.     | Porta San Gallo                                                         | La Porta era una delle più trafficate della città, e oggi si trova al centro di piazza della Libertà. Sulla porta, le cui chiavi sono ancora conservate nel Museo di Firenze com'era. Un'iscrizione ricorda la fondazione della costruzione nel 1285, mentre un'altra più tarda celebra il passaggio di Re Federico IV di Danimarca (1708). |

### Lapidi
Sul fianco della chiesa di San Basilio degli Armeni si legge una targa dei Signori Otto, che proibisce alcuni comportamenti ritenuti poco rispettosi per l'edificio sacro:
| I·SS·CAP·DI PARTE PIB° FARE IMMON DITIE VENDERE TENER BESTIE, E GIVCARE INTORNO ALLA CHIESA, E CIMITERO PENA VNO SCVDO · |

Traslitterato in lingua corrente significa: «I·Signori Capitani di Parte (Guelfa) proibiscono di fare sporcizia, vendere e tenere bestie, e giocare intorno alla chiesa e al cimitero, pena uno scudo».
Un ricordo di Felice Le Monnier si trova sul suo palazzo:
| \| \| FELICE LE MONNIER FRANCESE AMÒ L'ITALIA COME SUA SECONDA PATRIA E MAESTRO DELL'ARTE TIPOGRAFICA BENEMERITAVA DELLA LETTERATURA NAZIONALE EDITORE ANIMOSO E SAPIENTE IN SERVIGIO DEL RISORGIMENTO ITALIANO ______ MCMIX XXV DALLA MORTE \| | |
| | FELICE LE MONNIER FRANCESE AMÒ L'ITALIA COME SUA SECONDA PATRIA E MAESTRO DELL'ARTE TIPOGRAFICA BENEMERITAVA DELLA LETTERATURA NAZIONALE EDITORE ANIMOSO E SAPIENTE IN SERVIGIO DEL RISORGIMENTO ITALIANO ______ MCMIX XXV DALLA MORTE |

Presso l'ex-oratorio di Santa Maria della Neve una targa dei Signori Otto, ormai illeggibile ma nota dalle trascrizioni:
| LI SS.RI OTTO DI BALIA DELLA CITTA DI FIRENZE PROHIBISCONO A CIASCVNO DI QVALSIVOGLIA STATO GRADO E CONDIZIONE DI FARE ALCVNA SORTE DI SPORCHEZZA INTORNO ALLA CHIESA DI S MARIA DELLA NEVE DE' R. PP. CANONICI REGOLARI DELLA BADIA DI FIESOLE LA QVAL PRO HIBIZIONE Ṗ ORDINE E COMANDAMENTO DELLI MEDMI SS. OTTO SI ESTENDE A QVANTO DVRA L'HABITAZIONE DE PREDTI CAN. COMPRESO CIOÈ IL LORO HOSPIZIO CON LA SOPRAD.A CHIE SA E SOTTO L'ISTESSA PROHIBIZIONE COMANDANO I MEDMI SS. CHE NIVNO ARDISCA TENERE BESTIE LEGATE O SCIOLTE VICINO ALLA D.A CHIESA Ṗ QṄTO È LA TENVTA DI ESSI CANCI SOTTO PE NA DI SCVDI 2, 2. TRATTI DI FVNE E LA CATTVRA Ṗ CIASC.A VOLTA. |

La traslitterazione corrente è: «I Signori Otto di Balìa della città di Firenze proibiscono a chiunque di qualsivoglia stato, grado e condizione, di fare sporcizia alcuna intorno alla chiesa di Santa Maria della Neve dei reverendi Padri Canonici Regolari della Badia di Fiesole; la quale proibizione per ordine e comandamento dei medesimi Signori Otto, si estende a quanto dura l'abitazione dei predetti canonici, compreso cioè il loro ospizio con la sopraddetta chiesa, e sotto la stessa proibizione comandano i medesimi Signori, che nessuno ardisca tenere bestie legate o sciolte vicino alla detta chiesa, per quanto è la tenuta di essi canonici, sotto pena di scudi 2, 2 tratti di fune e la cattura per ciascuna volta».
Nei locali al 105 rosso si trova una lapide dell'antica compagnia di San Giovanni Decollato dei Norcini, in un italiano un po' sgrammaticato:
| QVESTO MVRO · LANO FATO · EL OMINIDELA · COMPAGNIA · DI SANTO GIOVANI · DICOLATO · DANORCIA · OGI · QVE STODI · 16 · DOTOBRE · 1587 |

Si può traslitetrare correntemente così: «Questo muro l'hanno fatto fare gli uomini della Compagnia di San Giovanni decollato da Norcia, oggi, nel giorno 16 ottobre 1587». Per quanto modesta, si tratta di una memoria molto rara sia perché legata alle classi più umili, sia per la precisione cronologica legata al giorno di un avvenimento piuttosto corrente, l'erezione di una parete, che tuttavia non è detto sia quella su cui la lapide è oggi posata: una frattura su di essa, per quanto sananata da un restauro, sembra essere indice di uno spostamento avvenuto nel tempo. 

Sulla facciata di San Giovannino dei Cavalieri una lapide del 1925 ricorda i marinai deceduti nella prima guerra mondiale:
| SULLE MVRA DI QVESTO ' CHE FV DEI CAVALIERI DI S.TO STEFANO ' TEMPIO SACRO ALLE MEMORIE NAVALI TOSCANE ' SI INCIDONO I VOSTRI NOMI ' O FIGLI DI FIRENZE MARINAI D'ITALIA ' TRA LE ONDE NEI CIELI SVLLE RIVE DEI FIVMI SACRI ' MORTI COMPIENDO IL VOSTRO DOVERE - M'D'CCCC'XV ' M'D'CCCC'XVIII ' CAPITANO DI FREG.TA DEL GRECO CARLO = TENENTI DI VASCELLO CAVALIERI GVIDO ' FALDI CARLO ' GALDINI GVSTAVO ' MORETTI ENRICO ' PARVOPASSV FRANCESCO PIEROZZI ORAZIO ' SCACCIA ALBERTI LODOVICO ' C.APIT MACCH. CIABATTI PIERO = GVARDIE MARINE. CORTASSA DOMENICO GARINEI ALFREDO = C.PO MECC.CO ZAVAN PIETRO = II° NOCC.RO GIANNELLI AL DO = S.TI C.PI CANN.RI BRVNETTI MARIO GRAZZINI EMILIO ' LIPPI GIOVANNI ' MONACO LVIGI VCCELLI GIVLIO ' S.TO C.PO MECC.CO CECCHERELLI PIETRO C(PO) T M ' SONCINI GIVSEPPE = TIM.RE DI MAIO VMBERTO CANN.RE PIZZETTI VGO ' TORPEDIN.RE CAPPELLI ZENO CASTELLINI ICILIO ' CONTICELLI GIOVANNI ' RADIOTEL.TA SERVI ERCOLE = MARINAI ADD[---] RICCARDO ' BARATTI FERNANDO ' DE FILIPPIS ENRICO ' PARINELLI ROSOLINO SILVESTRINI VMBERTO ' TANCA VMBERTO ' TARTAGLIA GAETANO = OP.IO AVIAZ.NE ALESSANDRI BRVNELLESCO C.PO TIM.RE ROMANELLI ALFREDO ' L'UNIONE MARINARA ITALIANA SEZIONE DI FIRENZE AI COMPAGNI D'ARME MDCCCCXXV |

Sotto il porticato dell'ospedale Bonifacio una targa ricorda il granduca Pietro Leopoldo con il suo busto, a recare testimonianza della sua "pietà e munificenza":
| PIETATI.ET.MVNIFICIENTIAE PRINCIPIS. ANNO. R.S. MDCCLXXXVII |

Traduzione: «[Grazie] alla pietà e munificenza del principe [Pietro Leopoldo]. Nell’anno della Redenzione 1787».
Lapide leopoldina:
| VETUS BROCCARDIORUM HOSPITIUM A.D. MICHELE ARCHANGELO NUNCUPATUM UNA CUM PROXIMO BONIFACI LUPI NOSOCOMIO PRAECURSORI CHRISTI DICATO PLURIUM PRAETER EA COENOBIORUM SACRARUM VIRGINUM AEDITUS PTOCHOTROPHII EXINDE CONSTITUTI BONO ET USUI IAM DECRETOS REGIA PETRI LEOPOLDI AUSTRIACI MAGNI ETRURIAE SUBIECIT ET INSANABILI QUOCUMQ. LAVORANTIBUS MORBO AMENTIBUS PARITER NEC NON SCABIE AC PORRIGINE INFECTIS SINGULISSE ORSUM CURRANDIS DE SIGNAVIT. AMPLIAVIT. PERFECIT A.N.R.S. MDCCLXXXVII. |

Traduzione: "Il vecchio ospizio dei Broccardi che prende il nome da S. Michele Arcangelo, insieme col vicino Ospedale di Bonifazio Lupi dedicato al precursore di Cristo, oltre le rendite di parecchi conventi di suore già devoluti a vantaggio e utilità del pitoccotrofio da lì costituito, la regale provvidenza dell'austriaco Pietro Leopoldo, nono granduca di Toscana, unì al patrimonio di S. Maria Nuova, mise alle dipendenze della direzione [di quell'ospedale] e destinò, ampliò, portò a termine per i malati di qualsiasivoglia malattia incurabile, del pari per i pazzi e per gli affetti da scabbia e tigna che devono ricevere cure particolari in isolamento, nell'anno dell'era cristiana 1787".
Un'altra lapide ricorda che l'ospedale fu sede del Provveditorato agli studi nel 1928, VI anno dell'era fascista:
| L'ANTICO EDIFICIO ERETTO NEL SEC. XIV PER LO SPEDALE FONDATO DA BONIFAZIO LVPI MAR- CHESE DI SORANA TRASFORMATO SULLA FI- NE DEL SECOLO XVIIIE DALL'ARCISPEDALE DI S. MA- RIA NVOVA FATTO POI ASILO AI CRONICI AI DE- MENTI, AGLI INFERMI.FU ACQVISTATO DALLA PRIMA AMMINISTRAZIONE FASCISTA DELLA PROVINCIA DI FIRENZE, CHE CON GRANDIOSI AM- PLIAMENTI LO DESTINÒ A SEDE DEL PROVVE- DITORATO DEGLI STUDI DELLA TOSCANA E DI ALTRI VFFICI DEL GOVERNO NELL'ANNO MCMXXVI-MCMXXVIII. VI DELL'ERA FASCISTA |

Infine una ricorda l'attività del celebre medico psichiatra Vincenzo Chiarugi:
| \| IN QVESTO EDIFICIO PER PIÙ SECOLI ASILO A INFERMI EBBE SEDE LO SPEDALE DELLA CARITÀ PER I DEMENTI DOVE VINCENZO CHIARUGI MEDICO DA EMPOLI INSTAVRÒ IL 19 MAGGIO 1788 IL PRIMO ORDINAMENTO CIVILE DELLA PVBBLICA ASSISTENZA AGLI AMMALATI DI MENTE \| \| \| \| _- L'AMMINISTRAZIONE DELLA PROVINCIA- INAVGVRANDO IN FIRENZE DOPO CLII ANNI- IL CENTRO D'IGIENE E PROFILASSI MENTALE- VOLLE LA NOVISSIMA ISTITVZIONE- IDEALMENTRE RICONGIVNTA ALLA GLORIA DEL PRECVRSORE ADDI 7 - 6 - 1940 - XVIII E. F. \| | |
| IN QVESTO EDIFICIO PER PIÙ SECOLI ASILO A INFERMI EBBE SEDE LO SPEDALE DELLA CARITÀ PER I DEMENTI DOVE VINCENZO CHIARUGI MEDICO DA EMPOLI INSTAVRÒ IL 19 MAGGIO 1788 IL PRIMO ORDINAMENTO CIVILE DELLA PVBBLICA ASSISTENZA AGLI AMMALATI DI MENTE | |
| | _- L'AMMINISTRAZIONE DELLA PROVINCIA- INAVGVRANDO IN FIRENZE DOPO CLII ANNI- IL CENTRO D'IGIENE E PROFILASSI MENTALE- VOLLE LA NOVISSIMA ISTITVZIONE- IDEALMENTRE RICONGIVNTA ALLA GLORIA DEL PRECVRSORE ADDI 7 - 6 - 1940 - XVIII E. F. |

Tra il 101 e il 103 un segnacolo ricorda il confine tra i monasteri delle Mantellate e del Chiarito:
| CONFI= NO DEL MON° DI S. MARIA REGINA COELI DI CHIARI TO |

### Tabernacoli

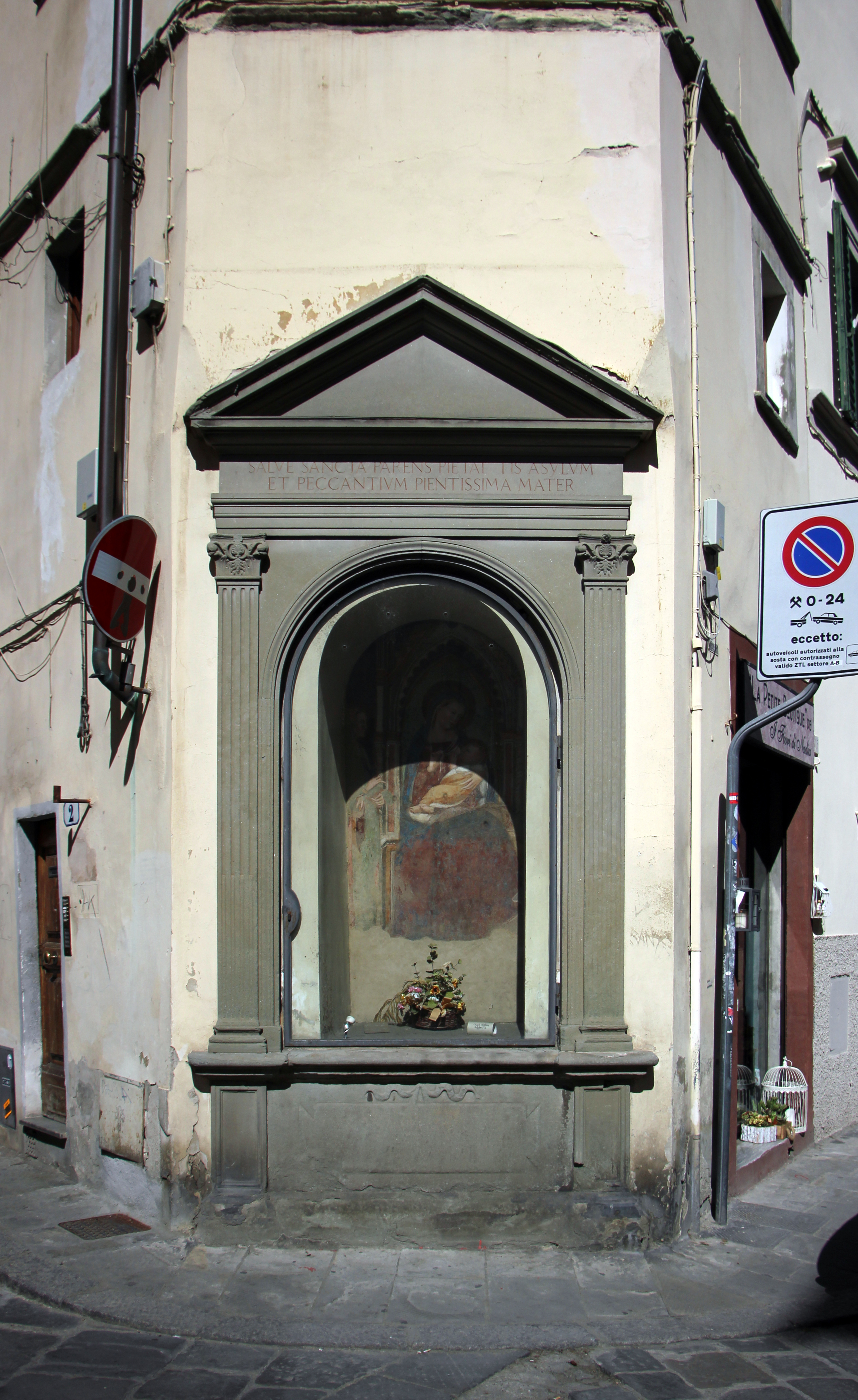
Il tabernacolo di Andrea Bonaiuti

Una tabernacolo con un'Adorazione del Bambino, di manifattura fiorentina del XIX secolo da Andrea della Robbia, si trova presso il n. 72. Si tratta di una copia del rilievo dell'artista che si trovava nel monastero di Santa Lucia a Camporeggi e che oggi si trova nel Museo del Bargello.
In angolo con via delle Ruote si trova un tabernacolo con un affresco trecentesco della Madonna col Bambino tra sant'Apollonia e altri santi (si intravede una mano accanto ad Apollonia, ed è probabile che anche su lato destro dovessero trovarsi altri due anti) attribuito ad Andrea Bonaiuti e proveniente dall'oratorio di San Silvestro presso palazzo Pandolfini. La mostra del tabernacolo, in pietra serena, mostra un timpano triangolare retto da due paraste, con un fregio in cui corre l'iscrizione latina "SALVE SANCTA PARENS PIETAT TIS ASYLVM / ET PECCANTIVM PIENTISSIMA MATER". Tutta la mostra del tabernacolo venne restaurata negli anni 1970, aggiungendo anche una base con una tabella anseata, che non esiste nelle foto degli anni '50.
Infine al n. 86 si trova un grande tabernacolo che un tempo decorava un muro esterno del monastero di Sant'Agata: riferito a Mauro Soderini, raffigura l'Assunta tra i santi Agostino, Carlo Borromeo e Antonino. Nel cartiglio del timpano l'iscrizione "ASUNTA ES MARIA". Sotto il tabernacolo si trova la lapide: «RESTAURATO DAI BENEFATTORI NEL 1850». Più recentemente (2009) il tabernacolo è stato nuovamente restaurato per interessamento della Compagnia de' Semplici, venendo ripulito e dotato di un nuovo vetro che ne migliorò sicuramente la leggibilità. Tuttavia in tale occasione vennero rimossi alcuni ex-voto visibili ancora nelle foto prima dell'intervento.

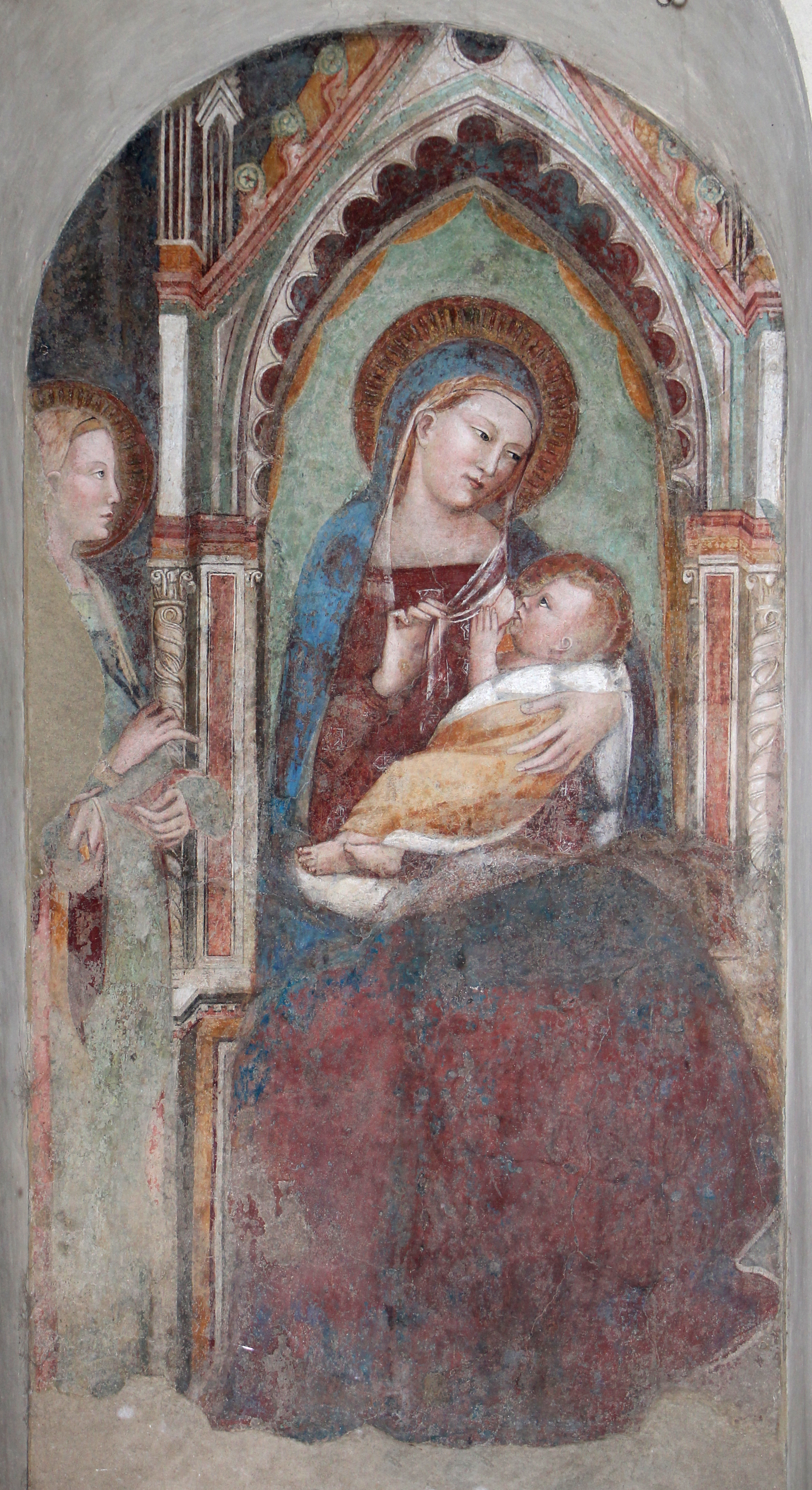
Il tabernacolo di Andrea Bonaiuti
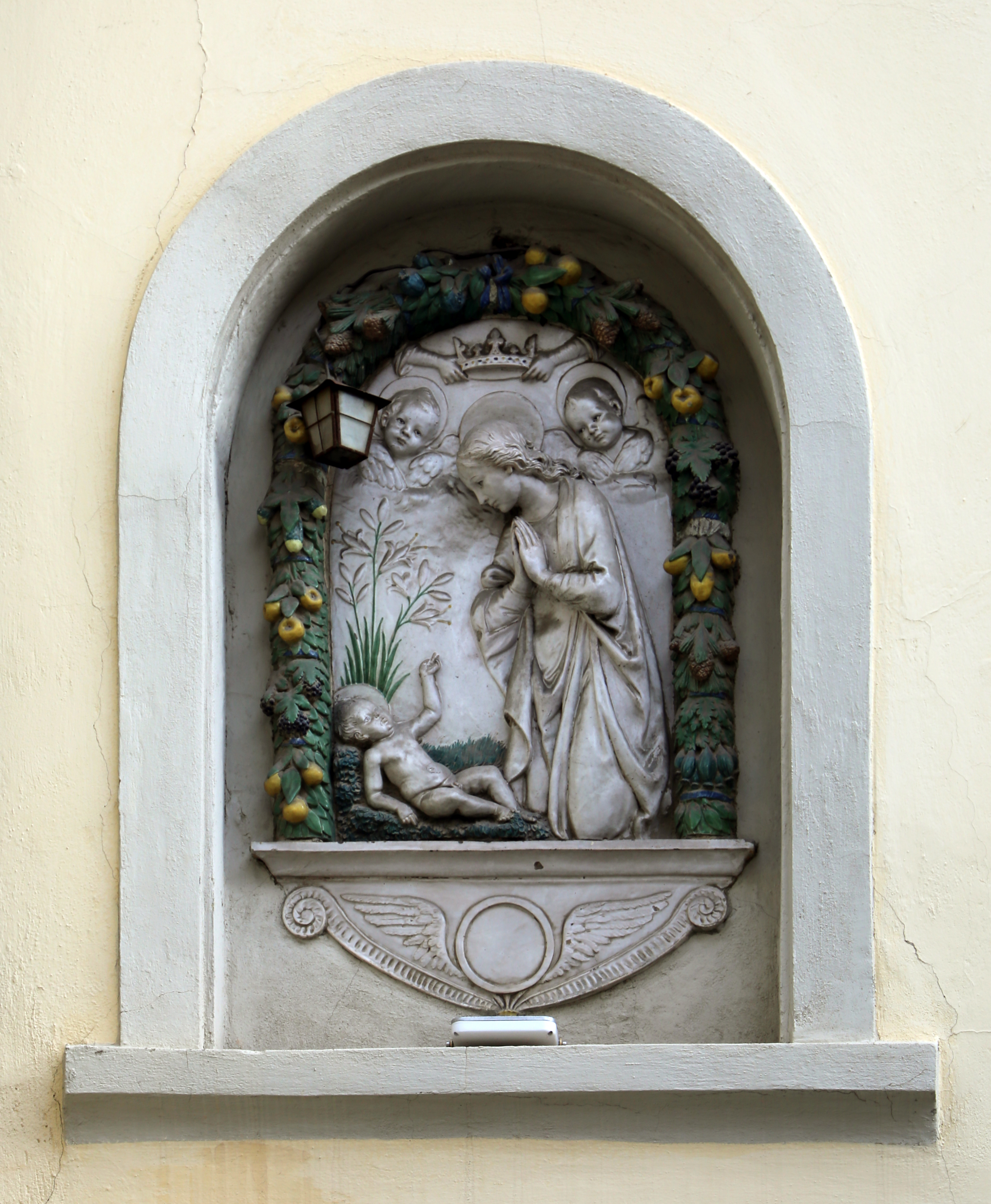
Il tabernacolo con l'Adorazione del Bambino robbiana
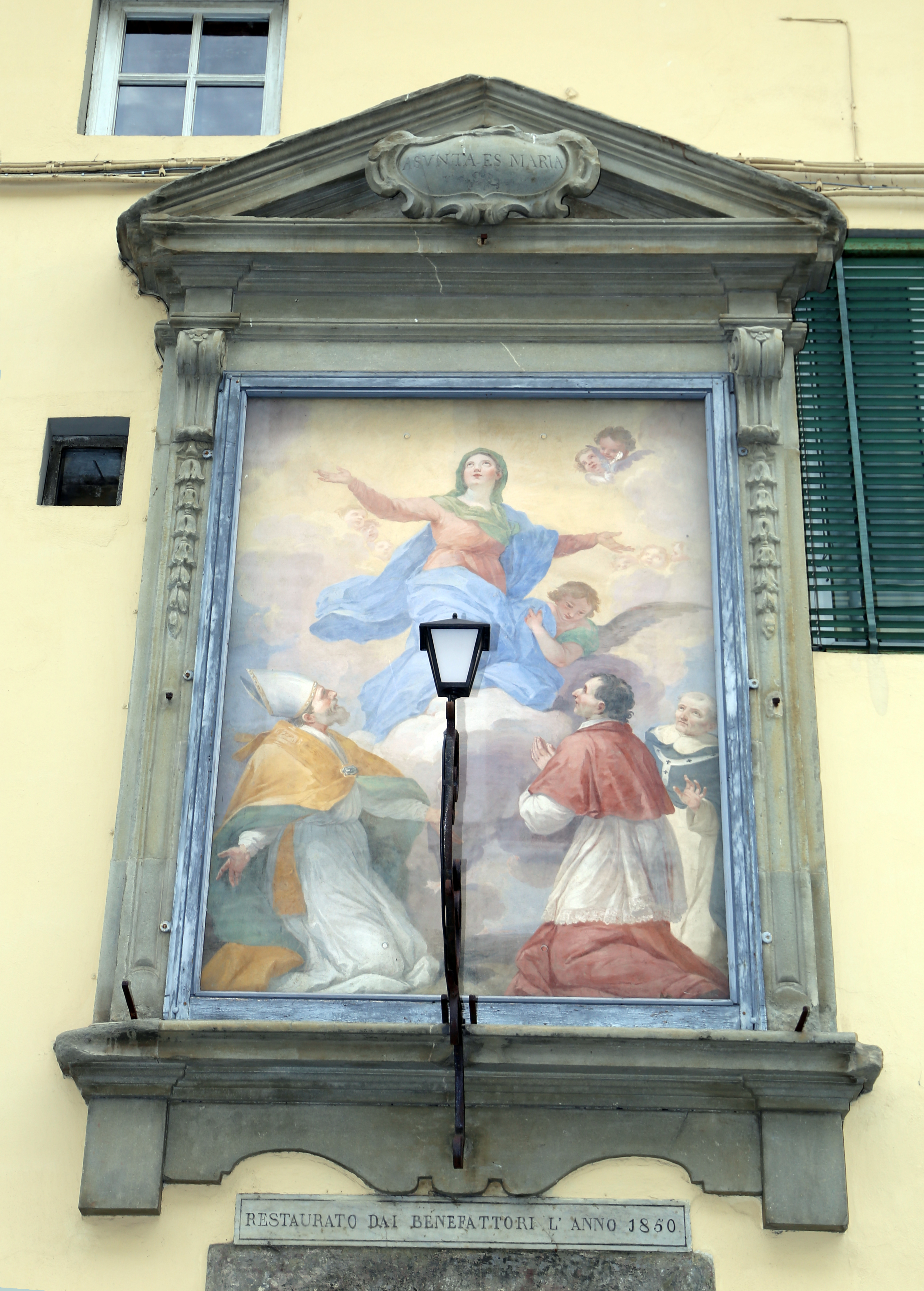
Il tabernacolo dell'Assunta